# Xiaomi MI A2
El Xiaomi MI A2 es un teléfono inteligente lanzado al mercado por Xiaomi en 2018.
Sus características principales son su capacitada memoria de hasta 256 GB, su memoria Ram de hasta 6 GB y su procesador Qualcomm Snapdragon 660 MSM8976 Plus con 8 núcleos.
Otro factor a tener en cuenta es su cámara: de 20 Mp supervisada con una I.A. inteligente que da 15Mp digitales más, teniendo en cuenta que lleva una de doble cámara con led.
Utiliza un puerto de tipo c de carga de 5V, con carga rápida, todo y que los demás miembros de la familia tienen bastante más batería que él, una de las cosas en las que más destaca la empresa china.
Por último posee un sensor de huellas dactilar. A continuación tenéis la lista completa de características:
| DISEÑO                             | |                      |
| ---------------------------------- | --- | -------------------- |
| DISEÑO                             | Materiales del cuerpo | Aleación de aluminio |
| PANTALLA                           | |                      |
| Tipo/Tecnología                    | IPS |                      |
| Tamaño                             | 5.99 in (pulgadas) 152.15 mm (milímetros) 15.21 cm (centímetros) |                      |
| Ancho                              | 2.68 in (pulgadas) 68.04 mm (milímetros) 6.8 cm (centímetros) |                      |
| Altura                             | 5.36 in (pulgadas) 136.08 mm (milímetros) 13.61 cm (centímetros) |                      |
| Relación de aspecto                | 2:1 2:1 (18:9) |                      |
| Resolución                         | 1080 x 2160 píxeles |                      |
| Densidad de píxeles                | 403 ppi (píxeles por pulgada) 158 ppcm (píxeles por centímetro) |                      |
| Profundidad de color               | 24 bit 16777216 colores |                      |
| Área ocupada por la pantalla       | 77.63 % (por ciento) |                      |
| Otras características              | Capacitiva Multitáctil Resistente a los arañazos |                      |
| CÁMARA PRINCIPAL                   | |                      |
| Modelo del sensor de imagen        | Sony IMX486 Exmor RS |                      |
| Tipo de sensor de imagen           | CMOS (complementary metal-oxide semiconductor) |                      |
| Apertura                           | f/1.75 |                      |
| Tipo de flash                      | Doble LED |                      |
| Resolución de imagen               | 4000 x 3000 píxeles 12 MP (megapíxeles) |                      |
| Resolución de vídeo                | 3840 x 2160 píxeles 8.29 MP (megapíxeles) |                      |
| Vídeo - fotogramas por segundo     | 30 fps (fotogramas por segundo) |                      |
| Características                    | Auto focus/Enfoque automático Disparo continuo Zum digital Zum óptico Geoetiquetado Captura imágenes panorámicas Modo de alto rango dinámico (HDR) Toque de enfoque Detección de rostro Balance de blancos Ajustes de sensibilidad ISO Compensación de la exposición Autodisparador Selección de escenas |                      |
| CÁMARA SECUNDARIA                  | |                      |
| Modelo del sensor de imagen        | Sony IMX376 Exmor RS |                      |
| Tipo de sensor de imagen           | CMOS BSI (backside illumination) |                      |
| Apertura                           | f/2 |                      |
| Tipo de flash                      | LED |                      |
| Resolución de imagen               | 5384 x 3752 píxeles 20.2 MP (megapíxeles) |                      |
| Resolución de vídeo                | 1920 x 1080 píxeles 2.07 MP (megapíxeles) |                      |
| Vídeo - imágenes por segundo       | 30 fps (fotogramas por segundo) |                      |
| BATERÍA                            | |                      |
| Capacidad                          | 3030 mAh (miliamperios-hora) |                      |
| Tipo                               | Li-Polymer (de polímero de iones de litio) |                      |
| La potencia de salida del cargador | 5 V (voltios) / 3 A (amperios) 9 V (voltios) / 2 A (amperios) 12 V (voltios) / 1.5 A (amperios) |                      |
| La tecnología de carga rápida      | Qualcomm Quick Charge 3.0 |                      |
| Características                    | Carga rápida No extraíble |                      |